# Waldgebiet Grindsmark
Koordinaten: 51° 21′ 5″ N, 6° 48′ 21″ O
Das Naturschutzgebiet Waldgebiet Grindsmark liegt auf dem Gebiet der kreisfreien Stadt Duisburg in Nordrhein-Westfalen.
Das Gebiet erstreckt sich südlich der Kernstadt von Duisburg, östlich von Rahm und nordwestlich des Ratinger Stadtteils Lintorf. Am südlichen Rand des Gebietes verläuft die A 524.

## Bedeutung
Das etwa 45,3 ha große Gebiet wurde im Jahr 1989 unter der Schlüsselnummer DU-014 unter Naturschutz gestellt. Schutzziele sind
- der Schutz und Erhalt eines großen naturnahen Waldgebietes mit Erlenbruchwald, feuchten Gebüschen, Auwäldern, Buchen- und Eichen-Hainbuchenwäldern und
- die weitere Entwicklung naturnaher, altersheterogener und totholzreicher Feuchtwaldbereiche – insbesondere Bruchwälder aus Arten der potentiellen natürlichen Vegetation durch naturnahe Waldbewirtschaftung und die Optimierung des Wasserhaushaltes.[3]